# Харківці (Лохвицька міська громада)
Харкі́вці —  село в Україні, у Лохвицькій міській громаді Миргородського району Полтавської області. Колишній орган місцевого самоврядування — Харківецька сільська рада.
Населення становить 560 осіб.

## Географія
Село Харківці розташоване на правому березі річки Лохвиця, вище за течією примикає село Безсали, нижче за течією на відстані 3 км розташоване місто Лохвиця, на протилежному березі — село Западинці.

## Історія
Село засноване 1648 року.
12 червня 2020 року, відповідно до розпорядження Кабінету Міністрів України № 721-р «Про визначення адміністративних центрів та затвердження територій територіальних громад Полтавської області», село увійшло до складу Лохвицької міської громади.
19 липня 2020 року, в результаті адміністративно - територіальної реформи та ліквідації Лохвицького району, село увійшло до складу новоутвореного Миргородського району Полтавської області.

## Економіка
- Молочно-товарна ферма.
- «Ранок», ТОВ.

## Об'єкти соціальної сфери
- Школа І—II ст.
- Клуб.

## Відомі особи
У Харківцях народився український письменник Архип Юхимович Тесленко а також письменник та драматург Олексій Федотович Коломієць.
- 1990 — Яковенко Ліна Василівна, українська письменниця, журналістка.